# Borowy Staw
Borowy Staw – jezioro rynnowe w woj. wielkopolskim, w powiecie międzychodzkim, w gminie Sieraków, w pobliżu leśniczówki Borowy Młyn, leżące na terenie Kotliny Gorzowskiej, w otulinie Puszczy Noteckiej.

## Dane morfometryczne
Powierzchnia zwierciadła wody według różnych źródeł wynosi od 9,5 ha do 10 ha.